# Nordwestfront (Rote Armee)
Die Nordwestfront (russisch Северо-Западный фронт – Sewero-Sapadny front) war eine Formation der Roten Armee in der Zeit des Zweiten Weltkriegs. Am 19. November 1943 wurde die Front aufgelöst. Das Hauptquartier wurde zur Verfügung des Obersten Kommandos gestellt und am 17. Februar 1944 zur Bildung der 2. Weißrussischen Front herangezogen.

## Aufstellung
Die Front wurde erstmals am 7. Januar 1940 während des finnisch-sowjetischen Winterkriegs 1939/40 aus dem Hauptquartier des Leningrader Militärbezirks aufgestellt, um die Operationen der 7. und 13. Armee zu koordinieren. Nach dem Ende der Kampfhandlungen trat das Frontkommando zurück in das Hauptquartier des Militärbezirks.
Nach dem deutschen Überfall auf die Sowjetunion am 22. Juni 1941 wurde die Nordwestfront aus dem Baltischen Besonderen Militärbezirk neu gebildet. Ihr Auftrag war der Schutz des Baltikums. Zu diesem Zweck waren dem Frontkommando die 8., 11. und 27. Armee sowie kleinere Verbände, wie etwa das 5. Luftlande-Korps und der Stab des 65. Schützenkorps, unterstellt.
Im Herbst 1941 waren der Front die 34., 48. und 52. Armee und in den folgenden Kriegsjahren auch die zweite Formierung der 27., 68., und 22. Armee und 1943 die 1., 3. und 4. Stoßarmee, die 1. Panzerarmee und die 6. Luftarmee unterstellt, sowie auch die Operative Armeegruppe unter Generalleutnant M. S. Chosin und die Gruppe Nowgorod.

## Einsatz

### 1940
Im Zuge der Umgestaltung der Kommandostrukturen der Roten Armee infolge der Rückschläge während der ersten Phase des sowjetisch-finnischen Winterkriegs wurde Marschall Semjon Konstantinowitsch Timoschenko zum Oberbefehlshaber einer Nordwestfront bestellt, die die Operationen gegen die Mannerheim-Linie auf dem karelischen Isthmus koordinieren sollte. Der Front wurde die 7. Armee unter Kirill Afanassjewitsch Merezkow, dem der Befehl über die gesamte Operation gegen Finnland entzogen worden war, unterstellt, ebenso die neugebildete 13. Armee. Zusätzlich wurde eine besondere Mobile Gruppe unter Dmitri Grigorjewitsch Pawlow gebildet, die über ein Schützenkorps, ein Kavalleriekorps und eine Panzer-Brigade verfügte, die über das Eis Wyborg angreifen und einnehmen sollte. Nach Abschluss eines intensiven Ausbildungsprogramms begann am 12. Februar 1940 der Angriff auf die finnischen Stellungen, die nach zweieinhalb Tagen heftiger Kämpfe bei Samma durchbrochen werden konnten. Die finnischen Truppen zogen sich daraufhin auf eine zweite Verteidigungslinie um Wyborg zurück. Wegen schlechter Witterung kamen die Angriffsoperationen am 21. Februar für drei Tage zum Erliegen. Timoschenko nutzte die Gelegenheit, um frische Kräfte nachzuführen und am 24. Februar stieß Pawlows Mobile Gruppe über das Eis vor und nahm die Insel Koivisto ein. Am 28. Februar ging die Front erneut in die Offensive und konnte in viertägigem Kampf bis in die Vororte von Wyborg vordringen, während Pawlows Mobile Gruppe die Verbindung nach Helsinki unterbrach. Wenig später räumten die finnischen Truppen Wyborg und überließen die Stadt den Truppen der Nordwestfront, nicht ohne zuvor die ganze Umgebung zu überschwemmen. Da die finnischen Truppen völlig erschöpft waren, suchte der finnische Oberbefehlshaber, General Heinrichs, am 9. März 1940 um einen Waffenstillstand nach, der am 13. März in Kraft trat. Mit dem Abschluss der Kämpfe in Finnland ging die Nordwestfront wieder in das Kommando des Leningrader Militärbezirks über.

### 1941
Die Nordwestfront war zu Beginn des Großen Vaterländischen Kriegs mit 369.000 Mann in 24 Divisionen und 5 Brigaden die schwächste der sowjetischen Fronten. Sie wurde mit Befehl des sowjetischen Oberkommandos vom 22. Juni 1941 aus dem Baltischen Besonderen Militärbezirk gebildet. Im Sommer 1941 waren alle Teile der Nordwestfront an den schweren Kämpfen im Baltikum und um die Zugänge nach Leningrad beteiligt. In den ersten 18 Tagen des Krieges mussten sich die Armeen der Front 450 km nach Osten zurückziehen. Der Befehlshaber der Front Generaloberst F. I. Kusnezow wurde darauf Anfang Juli durch Marschall Kliment Woroschilow ersetzt, nominell führte die Front aber der bisherige Kommandeur der 8. Armee, General P. P. Sobennikow. Am 14. Juli unternahm die sowjetische 11. Armee (General W. I. Morosow) eine erfolgreiche Gegenoffensive von Utorgosch und dem Rajon Dno aus in Richtung Sitnja und Solzy und fügte den deutschen Truppen, insbesondere der 8. Panzer-Division, so schwere Verluste zu, dass sie sich zurückziehen mussten. Die sowjetischen Truppen konnten am 16. Juli Solzy einnehmen und damit den deutschen Vormarsch auf Leningrad und Nowgorod zeitweilig aufhalten. Der Erfolg der Offensive leistete einen großen Beitrag zur Hebung der Moral der sowjetischen Truppen. Die deutschen Truppen formierten sich jedoch neu und erhielten Ersatz, so dass sie am 12. August erneut zum Angriff übergehen konnten und auf Nowgorod vorstießen, welches sie am 19. August besetzten. Der weitere Vormarsch der deutschen Truppen wurde bei Demjansk gestoppt.
Im Herbst war die Nordwestfront der Angelpunkt bei den Kämpfen entlang der Angriffsachsen Moskau und Leningrad. Dabei deckte sie die strategisch wichtige Waldaihöhen, von wo aus sie die Nordflanke der vorrückende Heeresgruppe Mitte bedrohen konnte. Die sowjetischen Truppen bereiteten eine tief gestaffelte Verteidigungslinie zwischen dem Ilmensee und dem Seligersee vor, die sie erfolgreich verteidigten.
Im weiteren Verlauf des Jahres 1941 wurde von der Front die Wolchow-Front neu gebildet, die den Bereich nördlich des Ilmensee bis zum Ladogasee decken sollte. Die Hauptaufgabe der Nordwestfront war es nun, den Verkehrsknoten Staraja Russa, der im August verloren gegangen war, in einem 880 Tage währenden Ringen zurückzuerobern.

### 1942
Im Verlauf der Winteroffensive 1941/1942 unternahmen die Armeen des linken Flügels der Nordwestfront (die am 22. Januar 1942 der Kalininer Front unterstellt wurden) Angriffe in Richtung Toropez–Cholm, in deren Ergebnis sie fast 250 km weit vorstoßen konnten, so dass sie südlich von Demjansk standen, während im Süden zusammen mit den Armeen der Kalininer Front die Gruppierungen des Gegners bei Wjasma und Rschew erfasst wurden. Die Kräfte des rechten Flügels der Nordwestfront führten gleichzeitig einen Schlag gegen Staraja Russa mit dem Ziel, die Gruppierung des Gegners im Bezirk Demjansk einzukreisen und zu vernichten. Ende Februar 1942 waren die Gruppierungen in Staraja Russa und Demjansk von den deutschen Linien abgetrennt und sechs deutsche Division eingekesselt. Am Ende des Winters überschritten die Truppen der Nordwestfront den Fluss Lowat und vernichteten die gegnerischen Stützpunkte auf dem rechtsseitigen Ufer.

### 1943
Am 19. November 1943 wurde die Nordwestfront aufgelöst und ihre Truppen den neu gebildeten 1. und 2. Baltischen Fronten unterstellt. Bis dahin hatte die Front Verluste von mehr als 2.000.000 Gefallenen und Verwundeten. Das Oberkommando der Nordwestfront wurde im Februar 1944 zur Bildung der 2. Weißrussischen Front herangezogen.

## Frontkommando
Oberbefehlshaber
- Generaloberst F. I. Kusnezow (Juni–Juli 1941)
- Generalmajor P. P. Sobennikow (Juli–August 1941)
- Generalleutnant Pawel Alexejewitsch Kurotschkin (August 1941 bis Oktober 1942; Juni–November 1943 – ab August 1943 Generaloberst)
- Marschall der Sowjetunion S.M. Timoschenko (Oktober 1942 bis März 1943)
- Generaloberst I. S. Konew (März–Juni 1943)

Mitglied des Militärrats
- Korpskommissar P. A. Dibrowa (Juni 1941)
- Korpskommissar W. N. Bogatkin (Juli 1941 bis Mai 1943 – ab Dezember 1942 Generalleutnant)
- Generalleutnant F. Je. Bokow (Mai–November 1943)

Chefs des Stabes
- Generalleutnant P. S. Klenow (Juni 1941)
- Generalleutnant N. F. Watutin (Juni 1941 bis Mai 1942)
- Generalmajor I. T. Schljomin (Chef des Stabes, Mai–August 1942)
- Generalleutnant M. N. Scharochin (August–Oktober 1942)
- Generalleutnant W. M. Slobin (Oktober 1942 bis März 1943)
- Generalleutnant A. N. Bogoljubow (März–November 1943)
- Generalmajor P. I. Igolkin (November 1943)